# Lagoaça
Lagoaça é uma localidade portuguesa do Município de Freixo de Espada à Cinta que foi sede da extinta Freguesia de Lagoaça, freguesia com 35,59 km² de área e 411 habitantes (2011), e, por isso, uma densidade populacional de 11,5 hab/km².
A Freguesia de Lagoaça foi extinta em 2013, no âmbito de uma reforma administrativa nacional, para, em conjunto com a Freguesia de Fornos, formar uma nova freguesia denominada União das Freguesias de Lagoaça e Fornos da qual é a sede.

## População
| População da freguesia de Lagoaça | População da freguesia de Lagoaça | População da freguesia de Lagoaça | População da freguesia de Lagoaça | População da freguesia de Lagoaça | População da freguesia de Lagoaça | População da freguesia de Lagoaça | População da freguesia de Lagoaça | População da freguesia de Lagoaça | População da freguesia de Lagoaça | População da freguesia de Lagoaça | População da freguesia de Lagoaça | População da freguesia de Lagoaça | População da freguesia de Lagoaça | População da freguesia de Lagoaça |
| --------------------------------- | --------------------------------- | --------------------------------- | --------------------------------- | --------------------------------- | --------------------------------- | --------------------------------- | --------------------------------- | --------------------------------- | --------------------------------- | --------------------------------- | --------------------------------- | --------------------------------- | --------------------------------- | --------------------------------- |
| 1864                              | 1878                              | 1890                              | 1900                              | 1911                              | 1920                              | 1930                              | 1940                              | 1950                              | 1960                              | 1970                              | 1981                              | 1991                              | 2001                              | 2011                              |
| 1 446                             | 1 592                             | 1 541                             | 1 497                             | 1 319                             | 1 124                             | 1 224                             | 1 237                             | 1 394                             | 1 220                             | 1 226                             | 875                               | 700                               | 497                               | 411                               |

## Personalidades ilustres
- Visconde de Lagoaça e Conde de Lagoaça
- Augusto Moreno (Freixo de Espada à Cinta, Lagoaça, 10 de Novembro de 1870 - Porto, 2 de Abril de 1955) foi professor, Vice-Presidente e Presidente da Câmara Municipal de Bragança de 1912 a 1913
- António José Antunes Navarro (Lagoaça, 11 de Julho de 1803 - ?, 17 de julho de 1867) foi um político português, presidente da Câmara do Porto entre 1860 e 1867.
- Melgaço de Lis Vóia (Lagoaça, 1895-1967) foi um escultor samotrácico.